# Abatus shackletoni
Abatus shackletoni là một loài cầu gai thuộc họ Schizasteridae. Loài này thuộc chi Abatus và sinh sống ở biển. Abatus shackletoni được Koehler mô tả khoa học lần đầu tiên năm 1911.

## Sinh sản
Abatus shackletoni có túi ấp có thể chứa tối đa 38 con non/phôi, được bao phủ bởi một vòm gai bảo vệ.